# Амбивалентность
Амбивале́нтность (от лат. ambo — «оба» и лат. valentia — «сила») — двойственность отношения к чему-либо, в особенности двойственность переживания, выражающаяся в том, что один и тот же объект вызывает у человека одновременно два противоположных чувства.
Состояния амбивалентности характерны как для здоровых людей (осознаваемые сложные противоречивые чувства в связи с многообразием потребностей и явлений окружающей действительности), так и для людей с нарушениями психики (одновременные противоречивые чувства быстро и немотивированно сменяющие друг друга и др.).

## История понятия
Термин введён Эйгеном Блейлером. Он считал амбивалентность основным признаком шизофрении или, говоря шире, шизоидности вообще, в связи с чем выделял три типа амбивалентности:
1. Эмоциональную: одновременно позитивное и негативное чувство к человеку, предмету, событию (например, в отношении детей к родителям).
2. Волевую: бесконечные колебания между противоположными решениями, невозможность выбрать между ними, зачастую приводящая к отказу от принятия решения вообще.[2]
3. Интеллектуальную: чередование противоречащих друг другу, взаимоисключающих идей в рассуждениях человека.

Также выделяют амбивалентность намерений (например, вожделение и отвращение).
Его современник Зигмунд Фрейд вкладывал в этот термин иной смысл. Он рассматривал амбивалентность как сосуществование двух изначально присущих человеку противоположных глубинных побуждений, самыми фундаментальными из которых являются влечение к жизни и влечение к смерти.

## Современная интерпретация
В современной психологии есть два понимания амбивалентности:
- В психоанализе под амбивалентностью обычно понимается сложная гамма чувств, которую человек испытывает к кому-либо. Предполагается, что амбивалентность нормальна по отношению к тем, чья роль в жизни индивида также неоднозначна. Однополярность же чувств (только положительные или только отрицательные) интерпретируется скорее как проявление идеализации или обесценивания, то есть предполагается, что чувства на самом деле, скорее всего, амбивалентны, но индивид этого не осознаёт (см. также реактивное образование).

- В клинической психологии и психиатрии под амбивалентностью понимается периодическая глобальная смена отношения индивида к кому-либо: ещё вчера вечером пациент испытывал к некоему человеку только положительные чувства, сегодня утром — только отрицательные, а сейчас — снова только положительные. В психоанализе такое изменение отношения обычно называется «расщепление эго» и может быть связано с расстройством множественной личности.

В психиатрии связь между амбивалентностью и шизофренией в последнее время подвергается сомнению. Указывается, что амбивалентность мало характерна для шизофрении и что этот признак может быть более распространённым при аффективных расстройствах. Известный психиатр, психотерапевт, нарколог и клинический психолог В. Д. Менделевич относит амбивалентность к семантически неопределённым и пустым, двусмысленным признакам, для которых отсутствует чёткое и убедительное определение и для понимания которых важен контекст, а одной только констатации их присутствия недостаточно для безусловного отнесения к шизофрении.
Амбивалентность чувств является одной из отличительных черт невротиков (при значительной интенсивности может приводить к усугублению психогенной депрессии, неврозам навязчивостей).

## Амбивалентность в психологии
В. С. Мухина подчеркивает, что амбивалентность сопутствуют человечеству во все века как ответ на противоречивую реальность. Сбалансированная амбивалентность присуща всем психически здоровым людям и является даже необходимой составляющей внутреннего мира психически здоровой личности.
В норме человек пытается сбалансировать внутреннюю амбивалентность путем подведения итогов своих чувств (например, недостатки партнера вызывают ненависть, но любовь к нему все же сильнее или напротив, ненависть перевешивает и происходит отказ от отношений). Сбалансированная амбивалентность личности приводит к гармонии с реальностью, а разбалансированная амбивалентность приводит к напряжению, страху, фанатизму, бесконечным сомнениям. Отсюда предлагаются пути направления личностной амбивалентности в конструктивное русло путем:
- осознания личностной амбивалентности (в том числе с помощью психотерапии)
- принятия своей амбивалентности как естественной реакции на изменения
- формирования фрустрационной толерантности (терпимости)
- доброжелательности
- стремления к объединению с людьми (уменьшая интолерантность, агрессию, страх отторжения)[8]
- выхода за пределы собственной личности (осуществить самотрансцендентность)
- развития в себе творческого подхода (где смешанные чувства помогают увидеть разные точки зрения, нестандартные смысловые связи, оригинальные ассоциации)